# Лемское сельское поселение
Лемское сельское поселение — муниципальное образование в составе Зуевского района Кировской области России, существовавшее в 2006 — 2012 годах.
Центр — село Лема.

## История
1 января 2006 года в соответствии с Законом Кировской области от 07.12.2004 № 284-ЗО образовано Лемское сельское поселение, в него вошла территория бывшего Лемского сельского округа.
28 апреля 2012 года в соответствии с Законом Кировской области № 141-ЗО Лемское сельское поселение было упразднено, населённые пункты включены в состав Мухинского сельского поселения.

## Население
Население сельского поселения  — 335 человек (2010).

## Состав
В состав поселения входили 3 населённых пункта:
- село Лема
- деревня Питим
- деревня Саломаты